# Sándor Ivády
Sándor Ivády (* 1. Mai 1903 in Budapest; † 21. Dezember 1998 in Wien) war ein ungarischer Wasserballspieler.
Ivády nahm erstmals am Wasserballturnier der Olympischen Spiele 1928 in Amsterdam teil, wo man erst Argentinien, Amerika und Frankreich schlug, bevor man im Finale auf Deutschland traf und nach einer 2:5-Niederlage die Silbermedaille holte. In vier Spielen erzielte Ivády kein einziges Tor.
Bei den Olympischen Spielen 1932 in Los Angeles traf Ungarn auf Amerika und Japan und anschließend im Finale wieder auf Deutschland. Die Revanche glückte und Ivády holte nach einem 6:2-Sieg mit seinen Mannschaftskollegen György Bródy, József Vértesy, Olivér Halassy, Márton Homonnay, János Németh, István Barta, Alajos Keserű, Miklós Sárkány und Ferenc Keserű die Goldmedaille.